# Ermita de Sant Josep de la Vall d'Uixó
L'Ermita de la Sagrada Família, també coneguda i oficialment anomenada Ermita de Sant Josep (possiblement per estar al costat de les Coves de Sant Josep), és un temple catòlic, d'estil neoclàssic, catalogat, de manera genèrica, Bé de Rellevància Local segons la Disposició Addicional Cinquena de la Llei 5/2007, de 9 de febrer, de la Generalitat, de modificació de la Llei 4/1998, d'11 de juny, del Patrimoni Cultural Valencià (DOCV Núm. 5.449 / 13/02/2007), amb codi d'identificació 12.06.126-007.
Es troba localitzada a un quilòmetre aproximadament del nucli poblacional de la Vall d'Uixó, a la comarca de la Plana baixa. Està situada en el complex de les Cuevas de San José, i pot accedir-se a ella, bé a través de la zona de les grutas, bé a través de la carretera d'Alfondeguilla.

## Descripció
L'ermita va ser construïda entre els anys 1689-1696, utilitzant la tècnica de maçoneria (pedra travada amb morter de terra i calç), excepte en la façana, la qual presenta dos cossos rematats per un frontó triangular. De planta d'una sola nau (pesi a presentar capelles laterals amb imatges sense retaule, simplement sobre unes peanyes) amb creuer i braços de poca longitud (en el lateral esquerre hi ha un quadre a l'oli en el qual es representa l'aparició de la Verge de Fátima, mentre que en el lateral dret hi ha un altar amb la Immaculada); l'altar del presbiteri no és l'original (que va ser destruït durant la Guerra del 36), i després d'ell, es venera a la Sagrada Família en la fornícula principal, i a la Mare de Déu del Pilar en una fornícula més reduïda, ambdues emmarcades entre columnes i arc rematat per al·legoria amb àngels; l'accés a la mateixa es realitza per una porta amb llinda a la qual s'arriba pujant una escalinata de pedra; i que posseeix finestres tant a tots dos laterals com sobre ella (encara que ja en el segon cos), i un retaule ceràmic de la Sagrada Família. El temple presenta coberta a doble vessant amb teula àrab, en la qual cal destacar la presència de cúpula de teules (que interiorment està encegada i decorada amb pintura estil barroc) i una espadanya amb una única campana. L'ermita es completava en el seu moment amb la casa de l'ermità, que se situava al sud del temple, i que en l'actualitat és utilitzada com a Museu d'Art Sacre i un Centre Cultural.

## Festa
Les festes de la Sagrada Família i el Santíssim Crist, que són els patrons de la Vall d'Uixó, s'inicien el segon dilluns d'octubre. Aquestes festes són molt antigues i estan documentades almenys des de l'any 1747, encara que ja se celebraven amb anterioritat. El dia de la festa hi ha romiatge a l'ermita al matí amb ofici de missa solemne i processó vespertina per la població amb la imatge de la Sagrada Família. Aquests actes religiosos es complementen amb actes lúdics i populars.
El 13 de maig en honor de la Mare de Déu de Fátima, es realitzen també actes festius (amb missa i processó) en l'ermita, ja que també es venera en el temple.